# ریاض باجیچ
ریاض باجیچ (انگلیسی: Riad Bajić؛ زادهٔ ۶ مهٔ ۱۹۹۴) بازیکن فوتبال اهل بوسنی و هرزگوین است.
از باشگاه‌هایی که در آن بازی کرده‌است می‌توان به باشگاه فوتبال قونیه‌اسپور، باشگاه فوتبال ژلیزنیچار سارایوو، و باشگاه فوتبال اودینزه اشاره کرد.
وی همچنین در تیم‌های ملی فوتبال زیر ۱۹ سال، زیر ۲۱ سال  و بزرگسالان بوسنی و هرزگوین بازی کرده‌است.